# キュキュ
キュキュとは、日本の近畿地方の広域ラテ兼営局・朝日放送（現：朝日放送テレビ・朝日放送ラジオ）でかつて使用されていたマスコットキャラクターの名前である。

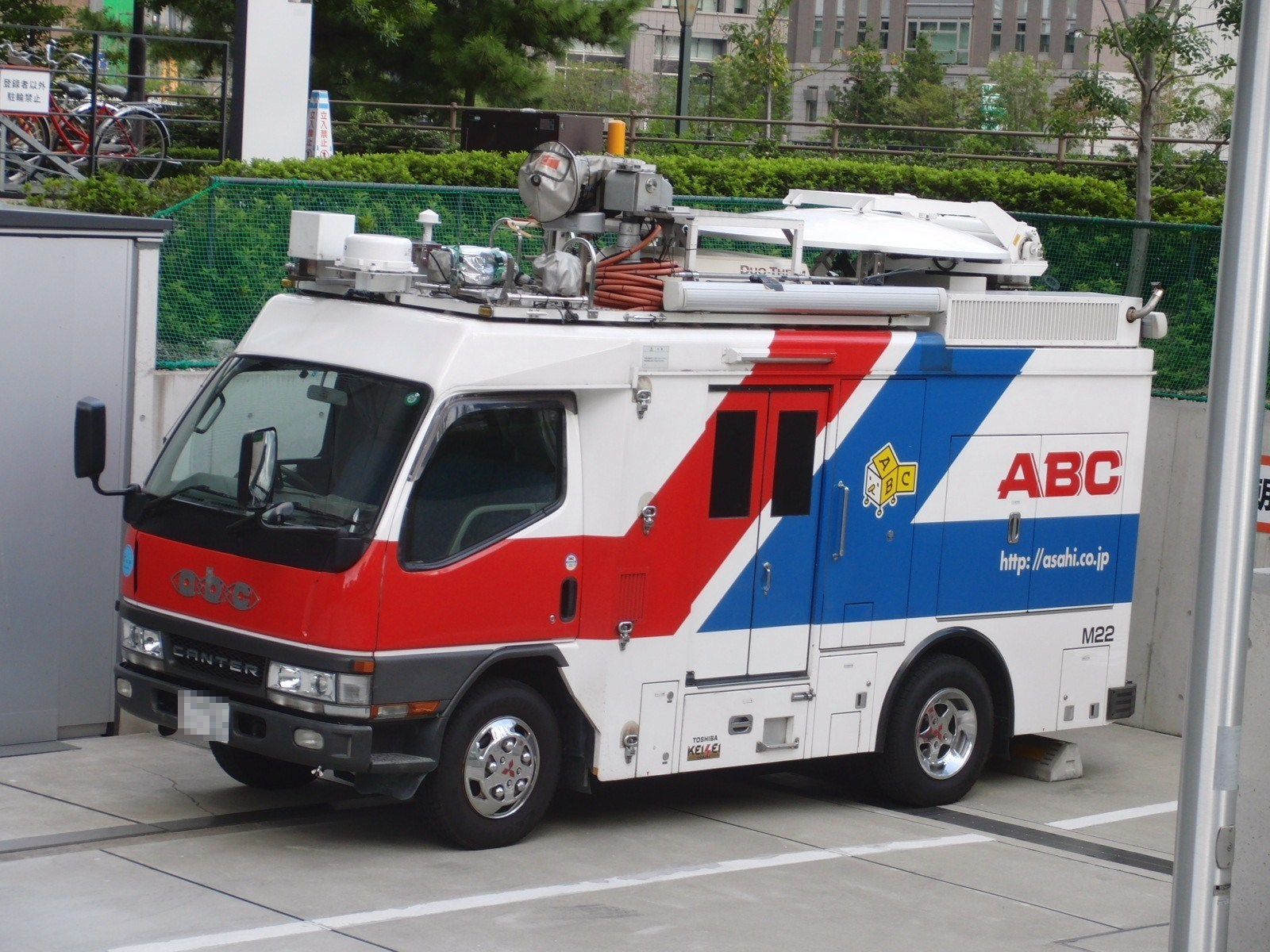
キュキュが描かれている中継車

## 概要
キュキュは 「Curious Cube（好奇心いっぱいの箱）」の略語である。在阪各局が相次いで局のマスコットを設定する中、満を持してという形で寄藤文平のデザインにより、ABCが開局50周年を迎えた2001年3月誕生。同局のマスコットの設定は開局以来初めてである。
キュキュの名前は、最初は短いスポットCMに登場したのち、2001年9月、武田和歌子（朝日放送アナウンサー）がナレーションを担当した番宣番組「えにっき」（既に終了）の中で視聴者から名前を募集し、同年12月に「おはようコールABC」の中で名前が発表された。
地上デジタル放送受信機表示アイコンとして2003年の放送開始から2015年5月初旬まで使用されていた（同年6月中旬まで暫定的に2008年制定のABC4代目ロゴに変更した後、新キャラクター「エビシー」へ変更された）ほか、テレビ･ラジオのベリカードにも使用されている。
2015年6月14日をもって使用を停止し、翌15日より「エビシー」が登場した。

## デザイン
形状
形状はサイコロのような、黄色い立方体。下の面からは太いマッチ棒状の足が4本出ている。側面の一つは顔で棒状の鼻が突き出し、右面には耳、左面には「B」、背面には「C」、上面には「A」の文字があしらわれる。書体はクーリエ（Courier）。色は「A」「B」「C」が黄地に黒、他は白地に黒となっている。
基本姿勢
基本姿勢では視聴者から見て左下に顔を向けつつ、「A」の面を「B」の面にくっつけて約30°、「C」の面を「B」の面にくっつけて約135°開き、「A」「B」「C」の3文字をすべて見せる。蓋「A」の開いた所からは「info designing」の台詞が飛び出す。

## メディア露出
番組セットとして
キュキュは番組セットとして、「おはよう朝日です」のハガキ入れになっているほか、「ごきげん!ブランニュ」ではセットにぬいぐるみが置かれている。
アニメーションとして
キュキュは変幻自在で、耳と「B」の面を上方へ羽根のように広げ、突き出した鼻でプロペラを回し飛行機になるほか、電車やロケットなどの乗り物、消しゴムやランドセルなどの文房具、梅田スカイビルや通天閣などの建物にまで幅広く形を変える。キリンやクジラの入れ物にもなる。足は4本だが、展開図になると前2本が「もみ手」をするほか、バットも持てる。4本の足はゴム車輪になることもある。「えにっき」ではゴム車輪で移動していた。
オープニング・クロージングへの起用
2001年の登場後にアナログ放送用のオープニング・クロージングでキュキュを使ったアニメが使われた。オープニングでは、カラーバー色の『JONR-TV』に、クロージングては、ネオン看板を電灯した『JONR-TV』のコールサインを表示する。
』デジタル放送ではアニメは使用されていない。
着ぐるみ
着ぐるみの形は、キュキュのオリジナルのボディから4本の足を省いて、代わりにロボットのような頭や手足がついているタイプのものである（オリジナルのボディは構造上作りにくいのか、作ってもアンバランスになるのか、理由は不明。またこれを基にしたイラストがノベルティのハンドタオルに描かれている）。着ぐるみが完成する前の2007年の御堂筋パレードで運行された近畿広域地上デジタル放送推進協議会によるフロートには、キュキュではなく「おはよう朝日です」の「おき太くん」が乗っていた。

## 関連グッズ
キュキュグッズは多種多様な物がこれまで制作され、視聴者や聴取者に番組を通じてプレゼントされたり、ABCラジオのイベント会場などで販売もされる。
代表的なグッズとして「キュキュラジオ」があり、イベントでは1,800円で販売される。
また、朝日放送のホームページで展開図をダウンロードして組み立てられるキットもある。

## 在阪局のマスコットキャラクター
- NHK日本放送協会 - どーもくん
- テレビ朝日 - モジャモ→ゴーちゃん。
- 名古屋テレビ放送 - ウルフィ
- 毎日放送 - らいよんチャン
- 関西テレビ放送 - ハチエモン
- 讀賣テレビ放送 - テレビヤン→ウキキ、ミニニ→シノビー
- テレビ大阪 - たこるくん
- サンテレビジョン - おっ!サン
- 京都放送 - なし（以前はカモン・ナス）
- びわ湖放送 - びびちゃん→知ったかぶりカイブツリ
- 奈良テレビ放送 - たしか君、もしかちゃん
- テレビ和歌山 - デジーくん→栄谷五郎